# Damien Chouly
Chouly (Limosín, 27 de noviembre de 1985) es un jugador francés de rugby que se desempeña como Flanker que juega para el club ASM Clermont Auvergne del Top 14.

## Carrera
Chouly comienza su carrera profesional el 29 de abril de 2005 cuando entra de reemplazo en un partido que enfrentaba a CA Brive contra ASM Clermont Auvergne y que perdió por 46-10.
Jugó para Brive durante tres años, apareciendo para el club 50 veces y anotó 2 tries (10 puntos). En la temporada 2007-08, Chouly firmó por el Perpiñán.
En Perpiñán se consolida como uno de los jugadores fundamentales siendo titular desde el primer momento. En la temporada 2008-2009 quedan primeros en la fase regular del Top 14 para más tarde proclamarse campeón al ganar en la final a Clermont por 22-13
En la temporada siguiente vuelven a ser primeros en la fase regular pero esta vez perdieron la revancha de la final del año anterior al perder por 19-6
En 2012, Damien Chouly firmó con Clermont Auvergne en un contrato de tres años. El entrenador Vern Cotter decidió darle un puesto fijo en el n.º 8,  siendo una pieza fundamental en el paquete que ha ayudado a poner Clermont en lo alto del rugby francés. Ayudó a Clermont a llegar a la final de la Copa Heineken 2012-2013 en Dublín, pero perdió frente a Toulon 16-15. Él continuó desarrollando en su segunda temporada en Clermont, ocupando el puesto de vice capitán.
En la temporada 2014-15, Chouly fue nombrado capitán de Clermont por el nuevo entrenador en jefe Franck Azéma.
En 2015 legan a las finales del Top 14 ante Stade Français París donde perdieron por 12-06 y ante RC Toulon donde perdieron por el resultado de 24-18. en la Temporada 2016-17 juegan la final del Top 14 ante Toulon donde vencen con un marcador de 22-16

## Selección nacional
Damien Chouly formó parte de la escuadra sub-21 que ganó en 2006 el Campeonato del Mundo de Rugby sub-21, después de vencer a Sudáfrica 24-13. Al año siguiente fue nombrado en el equipo nacional de Francia para la gira de 2007 de Nueva Zelanda. Hizo su debut el 2 de junio, saliendo desde el banquillo en la derrota 42-11. Se quedó fue de la lista para la Copa del Mundo de Rugby 2007 donde él se veía con posibilidades de formar parte de la lista de convocados, pero el entrenador Bernard Laporte optó por la experiencia y finalmente no le incluyó en la lista de 30. Él no fue seleccionada de nuevo por Francia hasta 2009, cuando realizó una gira por Nueva Zelanda y Australia en la ventana de junio.
En 2015 es seleccionado para formar parte de la selección francesa que participa en la Copa Mundial de Rugby de 2015.

## Palmarés y distinciones notables
- Campeón Top 14 2008-2009 (USAP)
- Campeón del Top 14 2016-2017 (Clermont)